# Amphinemura guangdongensis
Amphinemura guangdongensis is een steenvlieg uit de familie beeksteenvliegen (Nemouridae). De wetenschappelijke naam van de soort is voor het eerst geldig gepubliceerd in 2004 door Yang, Li & Zhu.